# Middlesex (Nueva Jersey)
Middlesex es un borough ubicado en el condado de Middlesex en el estado estadounidense de Nueva Jersey. En el año 2010 tenía una población de 13,635 habitantes y una densidad poblacional de 1,498.3 personas por km².

## Geografía
Middlesex se encuentra ubicado en las coordenadas 40°34′28″N 74°30′07″O / 40.57444, -74.50194.

## Demografía
Según la Oficina del Censo en 2000 los ingresos medios por hogar en la localidad eran de $75,546 y los ingresos medios por familia eran $70,343. Los hombres tenían unos ingresos medios de $47,446 frente a los $34,232 para las mujeres. La renta per cápita para la localidad era de $27,834. Alrededor del 3.6% de la población estaba por debajo del umbral de pobreza.